# Liste der Staatsoberhäupter von Sierra Leone
Nachstehend eine Liste der Präsidenten und Übergangs-Staatsoberhäupter von Sierra Leone. Faktisch haben alle Staatsoberhäupter die Aufgaben des Präsidenten übernommen, auch wenn ihre Amtsbezeichnungen häufig anders lauten. Sie enthält auch die Generalgouverneure nach der Unabhängigkeit.

## Staatsoberhäupter

### Commonwealth Realm1961 bis 1971
| Amtsbezeichnung | Foto | Vollständiger Name | Regierungszeit        | Amtsdauer (Tage) | Funktion        | Königliche Standarte für Sierra Leone |
| --------------- | ---- | ------------------ | --------------------- | ---------------- | --------------- | ------------------------------------- |
| Queen (Königin) |      | Elisabeth II.      | 27.04.1961–19.04.1971 | 3.644            | Staatsoberhaupt | Königliche Standarte für Sierra Leone |

#### Generalgouverneure
Der britische Monarch wurde in seiner Abwesenheit durch einen Generalgouverneur vertreten:
| Amtsbezeichnung                                                       | Foto                  | Vollständiger Name     | Regierungszeit                        | Amtsdauer (Tage) | Funktion          | Flagge des Generalgouverneurs in Sierra Leone |
| --------------------------------------------------------------------- | --------------------- | ---------------------- | ------------------------------------- | ---------------- | ----------------- | --------------------------------------------- |
| Governor-General of Sierra Leone (Generalgouverneur von Sierra Leone) |                       | Maurice Henry Dorman   | 27.04.1961–05.05.1962                 | 373              | Generalgouverneur | Flagge des Generalgouverneurs in Sierra Leone |
| Governor-General of Sierra Leone (Generalgouverneur von Sierra Leone) |                       | Henry Lightfoot Boston | 05.05.1962–11.07.1962 (kommissarisch) | 1.818            | Generalgouverneur | Flagge des Generalgouverneurs in Sierra Leone |
| Governor-General of Sierra Leone (Generalgouverneur von Sierra Leone) | 11.07.1962–27.04.1967 | Henry Lightfoot Boston |                                       | 1.818            | Generalgouverneur | Flagge des Generalgouverneurs in Sierra Leone |
| Governor-General of Sierra Leone (Generalgouverneur von Sierra Leone) |                       | Banja Tejan-Sie        | 22.04.1968–29.09.1970 (kommissarisch) | 1.073            | Generalgouverneur | Flagge des Generalgouverneurs in Sierra Leone |
| Governor-General of Sierra Leone (Generalgouverneur von Sierra Leone) | 29.09.1970–31.03.1971 | Banja Tejan-Sie        |                                       | 1.073            | Generalgouverneur | Flagge des Generalgouverneurs in Sierra Leone |
| Governor-General of Sierra Leone (Generalgouverneur von Sierra Leone) |                       | Christopher Okoro Cole | 31.03.1971–19.04.1971 (kommissarisch) | 19               | Generalgouverneur | Flagge des Generalgouverneurs in Sierra Leone |

#### Militärjunta
| Amtsbezeichnung                                                                       | Foto | Vollständiger Name         | Regierungszeit        | Amtsdauer (Tage) | Partei                                                                     | Funktion     |
| ------------------------------------------------------------------------------------- | ---- | -------------------------- | --------------------- | ---------------- | -------------------------------------------------------------------------- | ------------ |
| Head of State (Staatsoberhaupt von Sierra Leone)                                      |      | David Lansana              | 21.03.1967–24.03.1967 | 3                |                                                                            | Militärjunta |
| Chairmen of the National Reform Council (Vorsitzender des Nationalen Reform-Rates)    |      | Ambrose Patrick Genda      | 24.03.1967–27.03.1967 | 3                | National Reform Council (NRC)                                              | Militärjunta |
| Chairmen of the National Reform Council (Vorsitzender des Nationalen Reform-Rates)    |      | Andrew Terence Juxon-Smith | 27.03.1967–18.04.1968 | 388              | National Reform Council (NRC)                                              | Militärjunta |
| Chairman of the National Interim Council (Vorsitzender des Nationalen Übergangsrates) |      | Patrick Conteh             | 18.04.1968–22.04.1968 | 4                | National Interim Council des Anti-corruption Revolutionary Movement (ACRM) | Militärjunta |
|                                                                                       |      | John Amadu Bangura         | 18.04.1968–22.04.1968 | 4                | National Interim Council des Anti-corruption Revolutionary Movement (ACRM) | Militärjunta |

### Erste Republik 1971 bis 1992
| Amtsbezeichnung                                                                 | Foto | Vollständiger Name     | Regierungszeit        | Amtsdauer (Tage) | Partei                | Funktion                       |
| ------------------------------------------------------------------------------- | ---- | ---------------------- | --------------------- | ---------------- | --------------------- | ------------------------------ |
| President of the Republic of Sierra Leone (Präsident der Republik Sierra Leone) |      | Christopher Okoro Cole | 19.04.1971–21.04.1971 | 2                | keine                 | Staatsoberhaupt Regierungschef |
| President of the Republic of Sierra Leone (Präsident der Republik Sierra Leone) |      | Siaka Probyn Stevens   | 21.04.1971–28.11.1985 | 5.335            | All People’s Congress | Staatsoberhaupt Regierungschef |
| President of the Republic of Sierra Leone (Präsident der Republik Sierra Leone) |      | Joseph Saidu Momoh     | 28.11.1985–29.04.1992 | 2.648            | All People’s Congress | Staatsoberhaupt Regierungschef |

| Amtsbezeichnung                                                                           | Foto | Vollständiger Name              | Regierungszeit           | Amtsdauer (Tage) | Partei                      | Funktion                |
| ----------------------------------------------------------------------------------------- | ---- | ------------------------------- | ------------------------ | ---------------- | --------------------------- | ----------------------- |
| Vice-President of the Republic of Sierra Leone (Vize-Präsident der Republik Sierra Leone) |      | Sorie Ibrahim Koroma            | 19.04.1971–28.11.1985    | 5.337            | All People’s Congress       | 1. Vize-Staatspräsident |
| Vice-President of the Republic of Sierra Leone (Vize-Präsident der Republik Sierra Leone) |      | Christian Alusine Kamara-Taylor | 1978–1984                | 2.192            | All People’s Congress       | 2. Vize-Staatspräsident |
| Vice-President of the Republic of Sierra Leone (Vize-Präsident der Republik Sierra Leone) |      | Francis Minah                   | 1984–27.11.1985          | 342              | All People’s Congress       | 2. Vize-Staatspräsident |
| Vice-President of the Republic of Sierra Leone (Vize-Präsident der Republik Sierra Leone) |      | Francis Minah                   | 28.11.1985–4.4.1987      | 492              | All People’s Congress       | 1. Vize-Staatspräsident |
| Vice-President of the Republic of Sierra Leone (Vize-Präsident der Republik Sierra Leone) |      | Abu Bakar Kamara                | 27.11.1985–4.4.1987      | 493              | All People’s Congress       | 2. Vize-Staatspräsident |
| Vice-President of the Republic of Sierra Leone (Vize-Präsident der Republik Sierra Leone) |      | Abu Bakar Kamara                | 4.4.1987–September 1991  | 1.630            | All People’s Congress       | 1. Vize-Staatspräsident |
| Vice-President of the Republic of Sierra Leone (Vize-Präsident der Republik Sierra Leone) |      | Salia Jusu-Sheriff              | 4.4.1987–1991            | 1.630            | Sierra Leone People’s Party | 2. Vize-Staatspräsident |
| Vice-President of the Republic of Sierra Leone (Vize-Präsident der Republik Sierra Leone) |      | Abdulai Osman Conteh            | September 1991–29.4.1992 | 222              | All People’s Congress       | 1. Vize-Staatspräsident |
| Vice-President of the Republic of Sierra Leone (Vize-Präsident der Republik Sierra Leone) |      | Joseph Bandabla Dauda           | November 1991–April 1992 | 152              | All People’s Congress       | 2. Vize-Staatspräsident |

### Militärjunta 1992 bis 1996
| Amtsbezeichnung | Foto | Vollständiger Name                   | Regierungszeit        | Amtsdauer (Tage) | Partei                                     | Funktion     |
| --- | ---- | ------------------------------------ | --------------------- | ---------------- | ------------------------------------------ | ------------ |
| Chairmen of the National Provisional Ruling Council/Defense Council (Vorsitzender des Nationalen Übergangsregierungsrates/Militärrates) |      | Yahya Kanu                           | 30.04.1992-01.05.1992 | 1                | National Provisional Ruling Council (NPRC) | Militärjunta |
| Chairmen of the National Provisional Ruling Council (Vorsitzender des Nationalen Übergangsregierungsrates)                              |      | Valentine Esegragbo Melvine Strasser | 01.05.1992–15.07.1992 | 75               | National Provisional Ruling Council (NPRC) | Militärjunta |
| Chairmen of the Supreme Council of State (Vorsitzender des Obersten Staatsrates)                                                        |      | Valentine Esegragbo Melvine Strasser | 15.07.1992–17.01.1996 | 1.281            | Supreme Council of State (SCS)             | Militärjunta |
| Chairmen of the Supreme Council of State (Vorsitzender des Obersten Staatsrates)                                                        |      | Julius Maada Bio                     | 17.01.1996–29.03.1996 | 72               | Supreme Council of State (SCS)             | Militärjunta |

| Amtsbezeichnung                                                                            | Foto | Vollständiger Name | Regierungszeit        | Amtsdauer (Tage) | Partei                         | Funktion         |
| ------------------------------------------------------------------------------------------ | ---- | ------------------ | --------------------- | ---------------- | ------------------------------ | ---------------- |
| Vice-Chairman of the Supreme Council of State (Vize-Vorsitzender des Obersten Staatsrates) |      | Julius Maada Bio   | 15.07.1992–17.01.1996 | 1.281            | Supreme Council of State (SCS) | Vizevorsitzender |

### Zweite Republik 1996 bis 1997
| Amtsbezeichnung                                                                 | Foto | Vollständiger Name | Regierungszeit        | Amtsdauer (Tage) | Partei                      | Funktion                       |
| ------------------------------------------------------------------------------- | ---- | ------------------ | --------------------- | ---------------- | --------------------------- | ------------------------------ |
| President of the Republic of Sierra Leone (Präsident der Republik Sierra Leone) |      | Ahmad Tejan Kabbah | 29.03.1996–25.05.1997 | 422              | Sierra Leone People’s Party | Staatsoberhaupt Regierungschef |

| Amtsbezeichnung                                                                           | Foto | Vollständiger Name | Regierungszeit      | Amtsdauer (Tage) | Partei                      | Funktion             |
| ----------------------------------------------------------------------------------------- | ---- | ------------------ | ------------------- | ---------------- | --------------------------- | -------------------- |
| Vice-President of the Republic of Sierra Leone (Vize-Präsident der Republik Sierra Leone) |      | Albert Demby       | 29.3.1996–25.5.1997 | 422              | Sierra Leone People’s Party | Vize-Staatspräsident |

### Militärjunta 1997 bis 1998
| Amtsbezeichnung                                                                              | Foto | Vollständiger Name | Regierungszeit        | Amtsdauer (Tage) | Partei                                    | Funktion     |
| -------------------------------------------------------------------------------------------- | ---- | ------------------ | --------------------- | ---------------- | ----------------------------------------- | ------------ |
| Chairman of the Armed Forces Revolutionary Council (Vorsitzender des Armee-Revolutionsrates) |      | Johnny Paul Koroma | 26.05.1997–12.02.1998 | 262              | Armed Forces Revolutionary Council (AFRC) | Militärjunta |

| Amtsbezeichnung                                       | Foto | Vollständiger Name | Regierungszeit      | Amtsdauer (Tage) | Partei                     | Funktion         |
| ----------------------------------------------------- | ---- | ------------------ | ------------------- | ---------------- | -------------------------- | ---------------- |
| Deputy Chairman of Junta (Vizevorsitzender der Junta) |      | Foday Sankoh       | 26.5.1997–12.2.1998 | 262              | Revolutionary United Front | Vizevorsitzender |

### Dritte Republik seit 1998
| Amtsbezeichnung                                                                 | Foto | Vollständiger Name | Regierungszeit        | Amtsdauer (Tage) | Partei                      | Funktion                       |
| ------------------------------------------------------------------------------- | ---- | ------------------ | --------------------- | ---------------- | --------------------------- | ------------------------------ |
| President of the Republic of Sierra Leone (Präsident der Republik Sierra Leone) |      | Ahmad Tejan Kabbah | 10.03.1998–17.09.2007 | 3.478            | Sierra Leone People’s Party | Staatsoberhaupt Regierungschef |
| President of the Republic of Sierra Leone (Präsident der Republik Sierra Leone) |      | Ernest Bai Koroma  | 17.09.2007–04.04.2018 | 3.852            | All People’s Congress       | Staatsoberhaupt Regierungschef |
| President of the Republic of Sierra Leone (Präsident der Republik Sierra Leone) |      | Julius Maada Bio   | seit 04.04.2018       | 2.597            | Sierra Leone People’s Party | Staatsoberhaupt Regierungschef |

| Amtsbezeichnung                                                                           | Foto | Vollständiger Name    | Regierungszeit        | Amtsdauer (Tage) | Partei                      | Funktion             |
| ----------------------------------------------------------------------------------------- | ---- | --------------------- | --------------------- | ---------------- | --------------------------- | -------------------- |
| Vice-President of the Republic of Sierra Leone (Vize-Präsident der Republik Sierra Leone) |      | Albert Demby          | 13.02.1998–1999       | 676              | Sierra Leone People’s Party | Vize-Staatspräsident |
| Vice-President of the Republic of Sierra Leone (Vize-Präsident der Republik Sierra Leone) |      | Foday Sankoh          | 1999–2000             | 366              | Revolutionary United Front  | Vize-Staatspräsident |
| Vice-President of the Republic of Sierra Leone (Vize-Präsident der Republik Sierra Leone) |      | Albert Demby          | 2000–Mai 2002         | 516              | Sierra Leone People’s Party | Vize-Staatspräsident |
| Vice-President of the Republic of Sierra Leone (Vize-Präsident der Republik Sierra Leone) |      | Solomon Berewa        | Mai 2002–17.09.2007   | 1.945            | Sierra Leone People’s Party | Vize-Staatspräsident |
| Vice-President of the Republic of Sierra Leone (Vize-Präsident der Republik Sierra Leone) |      | Samuel Sam-Sumana     | 17.09.2007–17.03.2015 | 2.738            | All People’s Congress       | Vize-Staatspräsident |
| Vice-President of the Republic of Sierra Leone (Vize-Präsident der Republik Sierra Leone) |      | Victor Bockarie Foh   | 19.03.2015–04.04.2018 | 1.114            | All People’s Congress       | Vize-Staatspräsident |
| Vice-President of the Republic of Sierra Leone (Vize-Präsident der Republik Sierra Leone) |      | Mohamed Juldeh Jalloh | seit 04.04.2018       | 2.597            | Sierra Leone People’s Party | Vize-Staatspräsident |